# عبد الله رمضان
عبد الله رمضان (مواليد 7 مارس 1998، لاعب كرة قدم إماراتي من أصل مصري من مواليد الإمارات يجيد اللعب في خط الوسط مع نادي الجزيرة في دوري الخليج العربي الإماراتي.
مثل نادي الجزيرة في الفئات السنية و تدرج معهم حتى وصل للفريق الأول عام 2018.
و هو شقيق اللاعب عمر رمضان .

## روابط خارجية
- عبد الله رمضان على موقع إي إس بي إن إف سي (الإنجليزية)
- عبد الله رمضان على موقع ناشيونال فوتبول تيمز (الإنجليزية)
- عبد الله رمضان على موقع Soccerway.com (الإنجليزية)
- عبد الله رمضان على موقع عالم كرة القدم.نت (الإنجليزية)